# Satyr
Satyr (latinsky Satyri) je v řecké mytologii syn boha Herma nebo Siléna.
Satyrové jsou zařazováni mezi polobohy, spíše však mezi horské a lesní démony. Jde o průvodce boha vína Dionýsa, také jsou v družinách boha Pana. Zobrazováni jsou většinou jako napůl člověk a napůl kozel, s kučeravými vlasy, špičatýma ušima, tupým nosem, s růžky, oháňkou a kozlíma nohama.
V pozdější době se tato podoba zjemňuje.
Je to nezvedená veselá cháska, pohybují se ve skupinách, milují víno i všelijaké jiné požitky, jsou prostopášní, pronásledují nymfy, tančí a provozují hudbu, zejména na flétnu, syrinx, dokonce i dudy.
V mytologii jsou většinou ztotožňováni s mužskou sexuální silou, ve starořeckém a starořímském umění jsou často zobrazováni s erekcí.
Bývají i pastýři stád. K lidem nejsou právě vstřícní, přepadají pastýře a straší poutníky. Podobají se jiným lesním polobohům – Silénům, se kterými se dobře snášejí.

## Etymologie
Pojmenování satyrů je původem starořecké, s latinskými slovy satura či satira určitě nijak nesouvisí, takže slova satira a satyr příbuzná nejsou. Ale to je vše, co se o výrazu satyr dá vyčíst v etymologických knihách.
Původ tohoto řeckého slova je nejasný. Jisté ale je, že takříkajíc kozí zjev těchto řeckých mytologických bytostí, s jejich růžky, kopyty i ocasy, dal vzniknout představě našich předků o čertech. Čeští čerti i v současných filmech vypadají vlastně stejně jako řečtí satyrové.
Satyr je v Českém etymologickém slovníku definován jako „prostopášná mytologická bytost v lidské podobě se zvířecími znaky“ a jak dodává Slovník spisovného jazyka českého obrazně také „velmi smyslný člověk“.
Podle satyrů je též pojmenována mužská hypersexualita – satyrismus či satyriáza.

## Odraz v kultuře
Satyrové jsou od antiky dodnes oblíbeným námětem literatury, divadla, filmu i výtvarného umění. Zejména je využívaly sochařství a architektura starověku.

### Výtvarné umění
Malířství:
Nejstarší vyobrazeni pochází z archaického období řecké černofigurové a červenofigurové malby váz.
K nejznámějším patří:
- Dionýsovské cykly
- William Bouguereau: Satyrové a nymfy
- Beneš Knüpfer: Satyrové utíkají před automobilem
- Pablo Picasso: cyklus kreseb, provedený v litografii a rytý na talířích

Sochařství:
- ryté gemy
- Odpočívající satyr, mramorová socha od Praxitela
- Satyr s amforou a Satyr s mladým Dionýsem (z 3. stol. př. n. l.) od Epiktéta
- Faun Barberini, Řím, 1. stol.
- Tančící Satyros bronzové či hliněné sošky aj.